# Hubert Vootz
Hubert Vootz (* 24. April 1886 in Dülken; † 24. August 1956 in Viersen) war ein deutscher Sozialdemokrat, Widerstandskämpfer und Bürgermeister von Viersen.

## Leben

### Familie und Ausbildung
Am 24. April 1886 wurde Hubert Vootz als Sohn von Gerhard Vootz und Margareta, geb. Laumen, in Dülken in eine Zeit hinein geboren, in der Reichskanzler Otto von Bismarck scharf-repressiv gegen die deutsche Sozialdemokratie und die Arbeiterbewegung vorging.
Er besuchte ab dem sechsten Lebensjahr die Volksschule in Dülken. Im Jahre 1900 begann er seine Lehrzeit und arbeitete danach als Geselle in einer Färberei.
Vootz trat am 1. April 1906 sowohl in die SPD als auch in die Gewerkschaftsbewegung ein und wurde somit in einem konservativ-katholisch geprägten Umfeld für den demokratischen Sozialismus aktiv. In den Jahren 1906 bis 1908 leistete er seinen Wehrdienst beim Infanterie-Regiment 997 ab. Aus gesundheitlichen Gründen musste er seinen Arbeitsplatz in der Färberei aufgeben und wurde Lagermeister in einem Hochtief- und Bahnbaugeschäft.
Am 23. Juli 1909 heiratete Vootz Bernhardine Kopp in Oedt. Es gingen drei Kinder aus dieser Ehe hervor: 1909 Bernhardine, verh. Dudziak, 1914 Helene, verh. Vollenbroich, verw. Stals, und ein in seiner Jugend bereits verstorbenes.

### Wirken nach dem Ersten Weltkrieg
Im Ersten Weltkrieg nahm Vootz als stellvertretender Offizier an Kämpfen in Belgien, Frankreich, Polen und Russland teil. Wie viele Sozialdemokraten seiner Zeit befürwortete auch er den Krieg und lehnte den Internationalismus ab. Nach dem Krieg war er weiterhin als Lagermeister in dem Hochtief- und Bahnbaugeschäft tätig. Auf den Beschluss der Weimarer Verfassung durch die Nationalversammlung folgend wurde Vootz am 5. März 1920 Stadtverordneter von Dülken. Bis zum Jahre 1924 war er weiterhin als Zweigvereinsvorsitzender in Mönchengladbach gewerkschaftlich im deutschen Baugewerbe organisiert. Für kurze Zeit wechselte er als Angestellter ins Bürgermeisteramt Dülken und zeichnete für die dortige Lebensmittelversorgung und Erwerbslosenfürsorge verantwortlich. Im Jahre 1925 trat Vootz dem Reichsbanner Schwarz-Rot-Gold, Bund Deutscher Kriegsteilnehmer und Republikaner, und seit ihrer Gründung 1931 der Eisernen Front bei. In den Jahren 1925 bis 1931 nahm er eine Reisetätigkeit für eine Textilfirma auf. Danach war er beim Baugeschäft Matthias Gorissen in Dülken als Maurer und Vorarbeiter beschäftigt sowie als Betriebsobmann der Belegschaft.

### Politisches Engagement
Bis zum Parteiverbot der SPD im Jahre 1933 war Vootz Vorsitzender des SPD-Ortsvereins Dülken und dort ebenfalls Vorsitzender des Reichsbanners und der Eisernen Front. Er stellte sich offensiv für die Weimarer Republik und die deutsche Demokratie auf. Schon kurz nach der Machtübertragung vom Reichspräsidenten Paul von Hindenburg auf Adolf Hitler und dessen Ernennung zum Reichskanzler am 30. Januar 1933 übernahmen die Nationalsozialisten Macht und Kontrolle über die Stadt Dülken. Daraufhin folgten tagelange Auseinandersetzungen zwischen Schutzpolizisten, jüdischen Geschäftsleuten, Arbeitern und Nationalsozialisten. Auf Druck der NSDAP Dülken wurde Vootz wegen seiner politischen Einstellung entlassen. Seine Familie geriet in wirtschaftliche Not und soziale Probleme. Im selben Jahr noch baute Vootz in der Saarstraße eine Kleinsiedlung für Erwerbslose von 36 Häusern mit auf und erhielt danach Haus Nr. 3. Währenddessen organisierten sich Sozialdemokraten an vielen Orten, woraufhin Verhaftungen durch die Nationalsozialisten erfolgten. Vootz' Haus wurde immer wieder von Beamten der Geheimen Staatspolizei durchsucht und Fach- und sozialistische Literatur beschlagnahmt. Auch er wurde mehrmals verhaftet und in Arrestzellen im Dülkener Rathaus festgehalten. Er musste sich täglich bei der Polizei melden. Am 12. März 1933 verlor Vootz die Wahl in die Stadtverordnetenversammlung Dülken; SPD und KPD sollen verhindert gewesen sein. Die Gewerkschaften wurden am 2. Mai 1933 verboten.
Ab dem Sommer 1934 bis zu seiner Verhaftung am 11. Juli 1935 gehörte er unter dem Leiter des SPD-Bezirks Niederrhein Hermann Runge dem sozialdemokratischen Widerstand um die Brotfabrik Germania in Duisburg-Hamborn an. Dabei unterstand er der Gruppe Adam Romboy, bestehend aus Sozialdemokraten aus Mönchengladbach, Dülken, Süchteln und Viersen. Es wurden Lesezirkel gebildet, die illegal eingeschmuggeltes SPD-Material austauschten. Treffen, Gespräche und Ausflüge hielten die sozialdemokratische Identität und Solidargemeinschaft aufrecht. Material wie Freie Presse, Neuer Vorwärts und Sozialistische Aktion kam mit der Internationalen Transportarbeiter-Föderation ITF mit Sitz in Amsterdam per Rheinschiffen in den Hafen Duisburg und wurde von dort weiter an Hermann Runge bzw. an die Brotfabrik Germania weitergegeben.

### Verurteilung und Haft
Vootz verbrachte sechs Tage bis zum 16. Juli 1935 im Polizei- bzw. Gestapo-Gefängnis Duisburg. Er wurde dort gefoltert und schweren Misshandlungen unterzogen. Fast alle Zähne wurden ihm ausgeschlagen. Zum Schutze der anderen Sozialdemokraten wollte auch er nur das zugeben, was er nicht leugnen konnte. Erst im Jahre 1953 konnte er sich aufgrund einer Entschädigung als Opfer des Nationalsozialismus von 300 DM eine Zahnprothese leisten. Sein weiteres Leben lang konnte er die posttraumatischen Belastungsstörungen der Folter nicht überwinden oder darüber sprechen.
Nach dieser Haft wurde Vootz zur weiteren Verwahrung in Untersuchungshaft bis zum 5. August 1935 ins Landgerichtsgefängnis Duisburg verbracht. Bezüglich der Brotfabrik-Prozesse wurde er vom Oberlandesgericht Hamm mit 45 Mitangeklagten des Hochverrats zu 17 Monaten Zuchthaus verurteilt. Die Haftstrafe von 17 Monaten saß er vollständig im Zuchthaus Lüttringhausen ab. Aufgrund der Verurteilung wurde er zusätzlich vom Ehren- und Displizinargericht der Deutschen Arbeitsfront (Gau Düsseldorf) auf zwei Jahre mit dem Ausschluss aus der Deutschen Arbeitsfront bestraft. Dies hatte Berufsverbot und Fortsetzung der wirtschaftlich-sozialen Verfolgung zur Folge. Außerdem wurde ihm deshalb auch sein Siedlerhaus in der Saarstraße 3 von Bürgermeister Ludwig Simon enteignet. Während dieser Zeit verschärften sich die sozialen und wirtschaftlichen Probleme seiner Familie zunehmend. Am 9. Februar 1937 wurde er entlassen und musste sich seitdem täglich bei der Polizei melden.

### Während des Zweiten Weltkriegs
Im Jahre 1938 zog Vootz mit seiner Familie nach Viersen, Am blauen Stein 3. Bis März 1945 wurde er seiner Familie wieder zum Baugewerbe nach Kiel, Krefeld, Köln und am Westwall entzogen. Am 23. August flüchtete er vor einer erneuten Verhaftung durch die Gestapo und lebte versteckt in der Umgebung Dülkens. Genauso wie er befürchtete, dass er in ein Konzentrationslager eingeliefert wurde, ängstigte ihn der Gedanke, es könnte auch seiner Familie passieren. Am 1. März 1945 wurde Viersen durch US-amerikanische Truppen vom Nationalsozialismus befreit. Nach einem kurzen Aufenthalt im Sanatorium beteiligte sich Vootz am Neuaufbau der Gewerkschaftsbewegung in Viersen und ist Mitbegründer des Arbeiterwohlfahrt-Ortsvereins. Weiterhin gründete er dort den SPD-Ortsverein und bekleidete bis 1953 das Amt des Vorsitzenden.

### Politisches Wirken nach dem Zweiten Weltkrieg
Am 13. Juni 1945 wurde Vootz in der ersten Ratssitzung in Viersen von den US-Amerikanern auf Grundlage des Kommunalwahlergebnisses vom 27. März 1929 zum Ratsmitglied wiederernannt. In der zweiten Ratssitzung wählte man ihn in den Haupt- und den Finanzausschuss, und er bekleidete bis zu seinem Tode diverse Ämter in Gremien und Ausschüssen. Er setzte sich besonders für Wohnungslose und die Kohleversorgung sozial Benachteiligter ein. Während der Gründung des Ortsausschusses Viersen des Deutschen Gewerkschaftsbundes wurde Vootz in den Vorstand gewählt. Am 27. November 1945 richtete der Viersener Stadtrat einen Entnazifizierungsausschuss für städtische Beamte ein, dessen Ausschuss Vootz angehörte. Am 13. Oktober 1946 wurde er in den Kommunalrat gewählt und bekleidet das Amt des Fraktionsvorsitzenden bis zu seinem Tode.
Am 13. November 1950 wurde Vootz zum Bürgermeister der Stadt Viersen gewählt und vereidigt. Bis zu seinem Tode hatte er das Ehrenamt inne. Er bewegte viel für die Einwohner Viersens und ließ sich auch gegen die CDU und die Deutsche Zentrumspartei (ZENTRUM) instrumentalisieren. Für die Zeit von 1953 bis 1956 wurde Vootz Ehrenvorsitzender des SPD-Ortsvereins Viersen. Auf seine Initiative hin beschloss der Stadtrat Viersens die Errichtung eines Mahnmals für die Verfolgten des Naziregimes und stellte eine Summe von 12.000 DM dafür zur Verfügung. Zudem zeichnete sich Vootz als Vorkämpfer gegen Korruption in Politik und Verwaltung aus. Zur Organisation und Finanzierung unterstützte er 1954 die Sozialistische Jugend Deutschlands – Die Falken Viersen.

### Tod
Am 24. August 1956 starb Hubert Vootz in Viersen an den Folgen eines Gehirnschlags. Die Beisetzung folgte am 28. August 1956 unter sehr großer Anteilnahme der Bevölkerung auf dem Friedhof auf der Löh. Vootz zu Ehren benannte sich 1986 das Jugendheim der Sozialistischen Jugend Deutschlands – Die Falken in Hubert-Vootz-Haus um. Für seine Verdienste erhielt er das Bundesverdienstkreuz am Bande.